# 2008年夏季奥林匹克运动会中国沙滩排球队
沙滩排球比赛属于排球类竞技项目，于1996年亚特兰大奥运会始设项目，一直为美国与巴西的强项。2004年雅典奥运会中国沙滩排球队首次参加该项目比赛，2008年北京夏季奥林匹克运动会的中国队一行共计11人（不含兼任），其中男运动员2人，女运动员4人，官员与工作人员5人；领队由徐利兼任，副领队王建平。

## 人员构成
官员与工作人员（5人，不含兼任）：

领队：徐利（兼任），副领队王建平；
 
教练（3人）：缪志红、颜建明和薛刚；
 
医生：秦伟。
运动员（6人）：
 
男运动员（2人）：徐林胤和吴鹏根；

女运动员（4人）：王洁、田佳、薛晨和张希。

## 参赛项目
本届奥运会沙滩排球设男子和女子2个小项。经过资格赛选拔，中国沙滩排球队共有女子2个组、男子1个组获得资格，共获3个奥运参赛席位资格。
女子项目：

田佳／王洁（列女子积分榜第二位，1号种子／A组）

薛晨／张希（列女子积分榜第四位，4号种子／D组）
男子项目：

徐林胤／吴鹏根（列男子积分榜第五位，1号种子／A组）

## 成绩

### 田佳／王洁
| 女子沙滩排球小组预赛（田佳／王洁，A组） 比赛地点：朝阳公园沙滩排球场 |                        |        |                   |
| \| 时间 \| 比赛对方 \| 总比分 \| 各局比分 \| \| 8月9日11:00 \| 瑞士施韦尔、库恩 \| 2:0 \| 21:12 21:18 \| \| 8月11日11:00 \| 比利时穆哈、范布雷当 \| 2:1 \| 18:21 21:19 15:13 \| \| 8月13日11:00 \| 挪威格莱斯内斯、莫塞德 \| 2:1 \| 17:21 21:14 15:8 \| |                        |        |                   |
| 时间 | 比赛对方               | 总比分 | 各局比分          |
| 8月9日11:00 | 瑞士施韦尔、库恩       | 2:0    | 21:12 21:18       |
| 8月11日11:00 | 比利时穆哈、范布雷当   | 2:1    | 18:21 21:19 15:13 |
| 8月13日11:00 | 挪威格莱斯内斯、莫塞德 | 2:1    | 17:21 21:14 15:8  |

### 薛晨／张希
| 女子沙滩排球小组预赛（薛晨／张希，D组） 比赛地点：朝阳公园沙滩排球场 |                                |        |                   |
| \| 时间 \| 比赛对方 \| 总比分 \| 各局比分 \| \| 8月10日19:00 \| 希腊库特鲁马尼祖、齐亚尔齐亚尼 \| 2:1 \| 21:18 19:21 15:12 \| \| 8月12日19:00 \| 德国戈勒、路德维希 \| 2:0 \| 21:14 21:18 \| \| 8月14日10:00 \| 南非内尔、奥古斯蒂德斯 \| － \| － \| |                                |        |                   |
| 时间 | 比赛对方                       | 总比分 | 各局比分          |
| 8月10日19:00 | 希腊库特鲁马尼祖、齐亚尔齐亚尼 | 2:1    | 21:18 19:21 15:12 |
| 8月12日19:00 | 德国戈勒、路德维希             | 2:0    | 21:14 21:18       |
| 8月14日10:00 | 南非内尔、奥古斯蒂德斯         | －     | －                |

### 徐林胤／吴鹏根
| 男子沙滩排球小组预赛（吴鹏根／徐林胤，A组） 比赛地点：朝阳公园沙滩排球场 |                      |        |                   |
| \| 时间 \| 比赛对方 \| 总比分 \| 各局比分 \| \| 8月10日10:00 \| 奥地利戈施、霍斯特 \| 2:0 \| 21:16 21:15 \| \| 8月12日10:00 \| 爱沙尼亚凯斯、韦西克 \| 2:0 \| 15:21 21:11 15:13 \| \| 8月14日16:00 \| 西班牙梅萨、埃雷拉 \| － \| － \| |                      |        |                   |
| 时间 | 比赛对方             | 总比分 | 各局比分          |
| 8月10日10:00 | 奥地利戈施、霍斯特   | 2:0    | 21:16 21:15       |
| 8月12日10:00 | 爱沙尼亚凯斯、韦西克 | 2:0    | 15:21 21:11 15:13 |
| 8月14日16:00 | 西班牙梅萨、埃雷拉   | －     | －                |